# مارکتسویلن
مارکتسویلن (به آلمانی: Marktzeuln) یک شهر در آلمان است که در بایرن واقع شده‌است.

## خصوصیات
مارکتسویلن ۶٫۸۶ کیلومترمربع مساحت دارد ۲۹۲ متر بالاتر از سطح دریا واقع شده‌است.